# Marie-France Jean-Georges
Marie-France Jean-Georges (17 gennaio 1949) è un'ex sciatrice alpina francese.

## Biografia
Sciatrice polivalente, Marie-France Jean-Georges debuttò in campo internazionale in occasione del Critérium de la première neige 1965 (Val-d'Isère, 15-19 dicembre), dove si classificò 4ª nello slalom gigante e 9ª nello slalom speciale; in Coppa del Mondo esordì il 10 gennaio 1967 a Grindelwald in slalom speciale, senza completare la prova, ottenne il primo piazzamento tre giorni dopo nella medesima località in discesa libera (18ª), conquistò i primi punti il 3 marzo seguente a Sestriere nella medesima specialità (8ª), colse l'unico podio nello slalom gigante dell'Abetone del 1º febbraio 1970 (2ª dietro a Britt Lafforgue) e prese per l'ultima volta il via il giorno successivo nella medesima località in slalom speciale, senza completare la prova. Si ritirò durante quella stessa stagione 1969-1970 prendendo per l'ultima volta il via in una gara internazionale in occasione dello slalom speciale disputato a Leysin/Les Diablerets il 26 febbraio, che la Jean-Georges non portò a termine; non prese parte a rassegne olimpiche o iridate.

## Palmarès

### Coppa del Mondo
- Miglior piazzamento in classifica generale: 20ª nel 1970
- 1 podio (in slalom gigante):
  - 1 secondo posto